# 建築科
建築科（けんちくか）は、工業高等学校や工業科のある高等学校、あるいは専修学校、職業訓練施設（普通職業訓練）などで建築の設計・施工などの基本的な知識と技術を修得させる学科。

## 高等学校
工業科の専門科目のうち、「建築構造」、「建築施工」、「建築構造設計」、「建築計画」、「建築法規」、「建築製図」、「建築実習」などを中心に学習し、建築設計、構造力学、建築材料及び環境等の基礎基本を学ぶ。
建築士法第15条に基づき、高等学校の建築または、土木の課程を卒業した場合は、建築に関する実務経験3年以上で二級建築士の受験資格が発生する。

## 設置している施設

### 専修学校
- フェリカ建築&デザイン専門学校 工業専門課程 建築科
- 青山製図専門学校 製図専門課程（工業） 建築科(夜間）
- 中央工学校 工業専門課程 建築科（夜間）
- 読売理工医療福祉専門学校 工業専門課程 建築科（夜間）
- 専門学校東京テクニカルカレッジ 工業専門課程 建築科
- 専門学校東京テクニカルカレッジ 工業専門課程 建築科 夜間
- 早稲田大学芸術学校 産業技術専門課程 建築科（夜間）
- 東京建築カレッジ 高度職業訓練 専門課程 居住システム系建築科
- 岐阜県立国際たくみアカデミー職業能力開発短期大学校 建築科
- 静岡産業技術専門学校 工業専門課程 建築科
- 日本建築専門学校 専門課程 建築科
- 専門学校京都建築大学校 工業専門課程 建築科
- 専門学校京都建築大学校 工業専門課程 建築科二部
- 専門学校京都建築大学校 工業専門課程 建築科　特別の課程
- 京都建築専門学校 工業専門課程 建築科
- 京都建築専門学校 工業専門課程 建築科二部
- 福岡建設専門学校 工業専門課程 夜間部 建築科
- 専修学校熊本YMCA学院 工業専門課程 建築科

### 専門高等学校
- 堺市立堺高等学校（全日制） 建築インテリア創造科
- 堺市立堺高等学校（定時制） 建築創造科

## 職業訓練施設（普通職業訓練）
職業訓練施設（普通職業訓練）では、例えば、岐阜県立国際たくみアカデミー職業能力開発校に住宅科（修了後5年以上の実務経験で二級建築士の受験資格）が、岐阜県立国際たくみアカデミー木工芸術スクールに木工･建築科建築工匠コース（修了後3年以上の実務経験で二級建築士の受験資格）が設置されている。

## 設置する職業能力開発校の例
- 八代高等職業訓練校
- 阿見町高等職業訓練
- 結城地区建設高等職業訓練
- 真壁地区建設高等職業訓練
- 阿波徳島高等職業訓練
- 県立産業技術専門校高鍋校
- 日向地区高等職業訓練校
- 宮崎高等技術専門校
- 佐倉共同高等職業訓練校
- 成田共同高等職業訓練校
- 岐阜県立国際たくみアカデミー職業能力開発校
- 上小高等職業訓練校
- 長野共同高等職業訓練校
- 長野地域職業訓練センター
- 諏訪高等職業訓練校
- 中高高等職業訓練校
- 中野地域職業訓練センター
- 飯岳高等職業訓練校
- 中信職業訓練センター
- 建設訓練センター（松本市）

飯田高等職業訓練校、山武共同高等職業訓練校に - 建築大工科が、長崎県職業能力開発協会には建築機械整備科ある